# スイッチトキャパシタ
スイッチトキャパシタ（Switched capacitor）は、コンデンサとスイッチを組み合わせることによって、抵抗器のように電流または電圧を制限する電子回路。調整した電力を熱として放出する抵抗器とは異なり、電力を消費しないように見えるが、後述のとおり理想的な状態でも電力の消費は発生する。電源電圧を変換する電源回路や信号処理回路に使用される。電源回路としての用途では、入力電圧より高い電圧を出力する電子回路としてチャージポンプがあるが、類似の回路をすべてMOS-FETなどのゲート信号等で制御可能なスイッチング素子に置き換えて作られたスイッチトキャパシタ電源回路もある。

## 原理

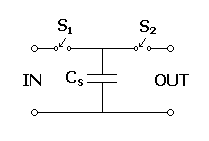

コンデンサの一端の、充電側（入力側）と放電側（出力側）にそれぞれスイッチを設けた回路を考える。これは最も簡単なスイッチトキャパシタの一例である。
まず、充電側のスイッチをオン、放電側のスイッチをオフにする。充電によってコンデンサの電圧が上昇する。次に、放電側のスイッチをオン、充電側のスイッチをオフにする。放電によってコンデンサの電圧が低下する。これを繰り返す。バックコンバータ等のスイッチング電源回路とは異なり、コンデンサに流入する電流を制限する要素がないため、PWM等でスイッチングのデューティ比を変更しても等価抵抗値は変わらない。スイッチング周波数を{\displaystyle f}、コンデンサの静電容量を{\displaystyle C}としたとき、等価抵抗値を{\displaystyle R}とおくと、
{\displaystyle R={\dfrac {1}{fC}}}
である。
スイッチを高速で切り替え、出力側の信号をローパスフィルタによって、スイッチ切り替えの影響を取り除くと、入力電圧より出力電圧が低い状態を維持することができる。すなわち抵抗器による電圧の降下と同じ機能を電力のロスがない形で作ることができそうである。しかし実際には、キャパシタの電圧変動分の2乗に比例するロスが発生する。このロスは、スイッチの導通抵抗が仮に0であっても、無限小の時間内にピークが無限大のロスが発生するという形で表れることになる。これは導通損（スイッチの導通抵抗による損失）ではないため、一種のスイッチング損と見ることもできる。
この原理を使用し、複数のコンデンサに蓄えられた電荷を直列にして出力する事により、入力電圧より高い電圧を出力する回路に関しては「チャージポンプ」を参照。